# Leila Abaschidse
Leila Abaschidse (georgisch ლეილა აბაშიძე; russisch Лейла Абашидзе; geb. 1. August 1929 in Tiflis, Georgische SSR; gest. 8. April 2018) war eine georgische bzw. sowjetische Schauspielerin und Filmproduzentin.

## Laufbahn
Abaschidse besuchte die Schauspielschule an der Schota-Rustaweli-Universität für Theater und Film. Schon während ihrer Kindheit trat sie als Keto im Film Kadschana (1941) auf. Als Schauspielerin mit lebhaftem Temperament erschuf sie markante, emotionsgeladene Figuren. Zu ihren besten Rollen zählen Marine in Die Libelle (1954), Lela in Sie stiegen von den Bergen herab (1955), Manana in Immer wenn es Tag wird (1956), Lia in Der Splitter (1957), Maia in Maia Zqneteli (1959), Dsidsia in Chewisberi Gotscha (1964) und Lali Mindeli / Msewinari in Begegnung in den Bergen (1966).
1980 produzierte sie die Komödie Tiflis, Paris, Tiflis, in der sie zugleich die Hauptrolle spielte und für die sie auch das Drehbuch schrieb. 2009 wurde sie mit einem Stern vor dem Rustaweli-Kino in Tiflis geehrt.

## Auszeichnungen
- Verdienter Künstler der Georgischen SSR, 1958
- Orden des Roten Banners der Arbeit, 1961
- Volkskünstler von Tschetscheno-Inguschetien, 1964
- Volkskünstler der Georgischen SSR, 1965
- 1. Preis beim 3. Allunionsfilmfestival 1968 in Leningrad für die beste weibliche Darbietung im Film Begegnung mit der Vergangenheit
- Ehrenbürgerin von Tiflis, 2010

## Filmografie (Auswahl)
in deutscher Ausstrahlung:
- 1956: Immer wenn es Tag wird
- 1957: Die Kratzbürste
- 1960: Sie fand die Liebe
- 1966: Begegnung in den Bergen
- 1966: Begegnung mit der Vergangenheit
- 1978: Einige Interviews zu persönlichen Fragen (Neskolko interwju po litschnym woprossam)